# Jintsu (schip, 1925)
De Jintsu (Japans: 神通 軽巡洋艦, Jintsu keijunyōkan) was een Japanse lichte kruiser van de Sendaiklasse die dienstdeed in de keizerlijke Japanse Marine in de Pacifische Oorlog. Ze werd op stapel gezet en gebouwd op 4 augustus 1922, te water gelaten op 8 december 1923 en op 31 juli 1925 was ze gereed voor de actieve dienst. Haar naam was afgeleid van de rivier de Jinzu in de prefecturen Gifu en Toyama in Centraal-Japan.

## Achtergrond
De Jintsu was het tweede schip van de uit drie schepen bestaande Sendaiklasse van lichte kruisers. Ze werd ingezet voor gebruik als het vlaggenschip van een torpedobootjagerflottielje. Aanvankelijk behoorde ze tot de Nagaraklasse. Later werd de Jintsu verbouwd en kreeg ze een katapult voor het lanceren van watervliegtuigen. Daarmee viel ze onder de Sendaiklasse.

## Carrière

### Vroege carrière
De Jintsu kwam gereed op de scheepswerf van Kawasaki in Kobe op 21 juli 1925. Bij een van haar eerste operaties, tijdens een nachtelijke oefening op 24 augustus 1927, kwam ze hard in aanvaring met de torpedobootjager Warabi. Deze laatste zonk en de Jintsu moest dringend terugkeren naar Maizuru voor reparatie.
In 1928 werd de Jintsu eerst ingezet om dekking te geven van de Japanse landingstroepen in de provincie Shandong tijdens het Jinanincident en werd later gestationeerd in Qingdao.
Van 1928 tot 1941 werd de Jintsu' ingezet bij het patrouilles langs de Chinese kust en, vanaf 1937, na het begin van de Tweede Chinees-Japanse oorlog, als ondersteuning van de landingen van Japanse strijdkrachten in China.

## Vroege optredens in de Pacificoorlog

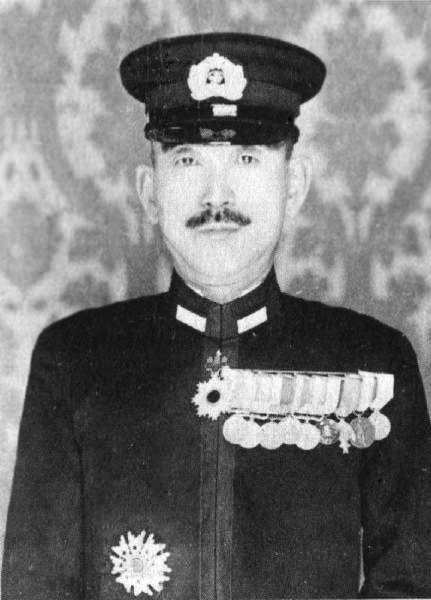
Viceadmiraal Raizo Tanaka

Op 26 november 1941 werd het vlaggenschip Jintsu van schout-bij-nacht Raizo Tanaka (1892-1969) en DesRon 2 onder de Filipijnse Seizure Force, Southern Force van de Japanse Derde Vloot geplaatst. In de tijd van de aanval op Pearl Harbor, werd de Jintsu ingedeeld in de invasie van de zuidelijke Filipijnen, escorteerde ze transporten met de IJA 16e Infanterie Divisie en Kure N° 1 Special Naval Landing Force (SNLF) van vooruitgeschoven bases in Palau tot Davao, Legaspi en Jolo.
De Filipijnen vielen in Japanse handen aan het eind van december. De Jintsu werd nu ingedeeld, met schout-bij-nacht Kubo's Oostelijke Nederlands-Indië Seizure Force, met DesDiv 15 en DesDiv 16.

## Slag in de Javazee
Op 9 januari 1942 vertrok de Jintsu vanuit Davao voor de invasie van Celebes, en escorteerde troepentransportschepen, vanaf de havenstad Sasebo, N° 1 Combined Special Naval Landing Force (SNLF).
Op 17 januari verkende een Kawanishi E7K2 'Alf' watervliegtuig van de Jintsu een Nederlandse Lockheed Hudson-lichte bommenwerper en schoot hem omlaag, nabij Menado. Het vliegtuig werd zelf echter ook neergehaald. In februari werd de kruiser ingedeeld in de invasiestrijdmacht voor Ambon, en daarna in die voor Nederlands en Portugees Timor en oostelijk Java.
De Jintsu nam zodoende deel aan de Slag in de Javazee, op 27 februari 1942. Haar torpedojagersgroep bestond uit DesDiv 7'e: Ushio, Sazanami, Yamakaze en Kawakaze en DesDiv 16'e Yukikaze, Tokitsukaze, Amatsukaze, Asagumo en Hatsukaze en daarnaast waren er nog de kruisers Nachi, Haguro en Naka.
Om 15:47 u kreeg de Jintsu, samen met het torpedobootjagerssmaldeel (en ook de Inazuma), voeling met het smaldeel van schout-bij-nacht Karel Doormans lichte kruiser De Ruyter, de kruisers HMS Exeter, USS Houston (CA-30), de lichte kruiser HMAS Perth, de Java, de torpedojagers HMS Electra, HMS Encounter, HMS Jupiter, Kortenaer, Witte de With en de oudere torpedobootjagers USS Alden (DD-211), USS John D. Edwards (DD-216), USS John D. Ford (DD-228) en USS Paul Jones (DD-230).
Watervliegtuigen die werden gelanceerd vanaf de Jintsu, Naka en Nachi, verkenden Doormans scheepspositie, waardoor de Japanse kanonniers op de geallieerde doelen konden richten. Om 17:27 u lanceerde de Jintsu acht type 93 Long Lance-torpedo's naar Doormans strijdmacht. Deze werden gevolgd door torpedo's van DesRon 2'e torpedojagers.
In totaal werden 72 torpedo's gelanceerd, maar geen enkele trof. De geallieerde vloot werd later vernietigd door andere oppervlakteschepen. De Jintsu wist wel, met hulp van de torpedojager Asagumo, de Britse HMS Electra tot zinken te brengen. Menige andere torpedojager werd fataal getroffen, zoals onder andere de Nederlandse torpedojager HNLMS Kortenaer. Ze kreeg midscheeps een torpedotreffer, die haar finaal in tweeën brak. De HNLMS De Ruyter en de HNMS Java stoomden door en konden, de ronddobberende drenkelingen niet oppikken, wegens gevaar van torpedering. Later werden beide Nederlandse schepen vernietigd.

### Zomer 1942
Schout-bij-nacht Karel Doorman zonk met zijn schip naar de bodem van de Javazee. De bewapening van de geallieerde vloot schoot, letterlijk en figuurlijk, te kort, tegenover de Japanse invasievloot: hun kanonkalibers waren te klein en hun granaten en torpedo's troffen zelden doel, zodat de Japanse invasievloot zonder verdere noemenswaardige problemen Nederlands-Indië kon veroveren en daarna Australië bedreigen. De geallieerde vloot werd uiteengeslagen, vernietigd en op de vlucht gejaagd. Bij de Japanners was maar één dode te betreuren. Jozef Luns, die zelf als twintigjarige dienstdeed als matroos/seiner, verklaarde later dat het onbegonnen werk was om tegen de Japanse vloot te strijden. Vóór de oorlog werd er in de Tweede Kamer gedebatteerd over verbetering van de bewapening op de Nederlandse oorlogsschepen, maar dat vond de toenmalige regering te duur.
De Jintsu keerde in maart terug naar Japan voor reparaties. Terwijl ze in Kure lag werden de Japanse eilanden gebombardeerd in de Doolittle Raid. De Jintsu was een van de schepen die erop uit gezonden werden om de Amerikaanse vliegdekschepen te zoeken, maar zonder succes.
In mei werd de lichte kruiser naar Saipan gestuurd om deel te nemen met de Midway Invasie Force. Daar escorteerde ze troepentransportschepen en olietankers. Tijdens de Slag bij Midway, op 3 juni 1942, werd het konvooi gebombardeerd door negen B-17 Flying Fortress. Later werd het konvooi nog eens aangevallen door Consolidated PBY Catalina-torpedovliegboten. Een olietanker, de Akebono Maru werd gedurende deze aanval getroffen, maar de Jintsu keerde onbeschadigd terug naar het Micronesische Truk en vandaar naar Japan.
In juli werd de Jintsu bij een reorganisatie van de Keizerlijke Japanse Marine ingedeeld bij de vernieuwde Achtste Vloot onder viceadmiraal Gunichi Mikawa. Nadat de Amerikaanse strijdkrachten Guadalcanal ingenomen hadden in augustus, werd het schip naar de Salomonseilanden gestuurd.

## Salomonseilanden
Op 16 augustus 1942 vertrok de Jintsu vanuit Truk als commandoschip en hoofdversterking voor Guadalcanal. Op 20 augustus landden de troepen, maar het lichtbewapende Japanse leger faalde door het noodweer op Henderson Field, Guadalcanal. Schout-bij-nacht Tanaka ontving een bericht van het hoofdkwartier van viceadmiraal Nishizo Tsukahara's Elfde Luchtvloot, dat hij zich moest terugtrekken van zijn konvooi en het noorden moest aanhouden, om het Amerikaanse eskader te vermijden. Kort daarna, kreeg hij een ander bericht van het hoofdkwartier van viceadmiraal Mikawa's Achtste Vloot met de orders om zijn koers te verleggen naar 250° westzuidwest. Tanaka verzette zich tegen de tegenstrijdige orders van het opperbevel en zijn meerderen. Hij was verder gefrustreerd door de slechte radio-ontvangst die het contact met andere hoofdkwartieren verhinderde. Hij besloot zijn koers naar 320° westnoordwest te verleggen, op 190 zeemijlen (325 km) ten zuiden van Guadalcanal.
Ondertussen werden 20 Amerikaanse vliegtuigen (Cactus Air Force) vanaf het vliegdekschip USS Long Island (CVE-1) naar Guadalcanal gestuurd om de Amerikaanse verdediging te versterken. Volgens een bevel van admiraal Isoroku Yamamoto stoomde viceadmiraal Chuichi Nagumo's Derde Vloot, met de vliegdekschepen Shokaku, Zuikaku, Ryujo en de slagschepen Hiei, Kirishima en de kruisers Kumano, Suzuya, Chikuma, Tone en Nagara en drie torpedojagers tot versterking, samen met de Jintsu naar Guadalcanal.
Op 23 augustus, op 200 zeemijlen (370 km) ten noorden van Guadalcanal, werd het konvooi van schout-bij-nacht Tanaka opgemerkt door een Consolidated PBY Catalina-vliegboot. Om 08.30 u ontving Tanaka een bericht van viceadmiraal Mikawa's Achtste vloot om onmiddellijk een koers naar het noorden aan te houden, om het Amerikaanse smaldeel te ontwijken. Om 14.30 u kreeg Tanaka weer een bericht van viceadmiraal Tsukahara's Elfde Luchtvloot om onmiddellijk samen met hem landingstroepen af te zetten op Guadalcanal, de volgende dag.
Tanaka verzette zich boos tegen alle tegenstrijdige orders, en antwoordde dat het niet kon, omdat sommige van zijn schepen te langzaam waren en er niet op tijd kon zijn, dankzij de voortdurende koersveranderingen.
De Zeeslag bij de Oostelijke Salomonseilanden vond plaats in de volgende twee dagen, op 24 en 25 augustus 1942. De Jintsu kwam samen met de Ryujo en lanceerde twee luchtaanvallen tegen Henderson Field. De Ryujo werd zelf getroffen door vliegtuigen van de USS Saratoga (CV-3), met vier bommen- en torpedotreffers, die haar machinekamer aan stuurboordzijde onder water zetten en zonk nog dezelfde nacht.
Op 25 augustus, op 150 zeemijlen (278 km) noordelijk van Guadalcanal, vielen 6 USMC Douglas SBD Dauntless-duikbommenwerpers, het konvooi van de Jintsu aan. Er werd een troepentransportschip tot zinken gebracht en een soortgelijk schip beschadigd. Een 500-kg bom trof de Jintsu en veroorzaakte een vuurzee en serieuze lekkages in haar voorste magazijnen. 42 matrozen werden meteen gedood en admiraal Tanaka moest zijn zwaarbeschadigde schip verlaten. Hij wisselde zijn vlootvlag naar de Kagero en de Jintsu vertrok naar Shortland en van daar naar Truk. Onderweg werden er noodreparaties uitgevoerd. Tot de volgende maand lag ze in reparatie. In oktober keerde ze terug naar Japan, waar de Type 96-kanonnen met driedelige vuurmond (25 mm) werden geïnstalleerd.

## Slag bij Kolombangara
Na de revisie kreeg het schip op 9 januari 1943 weer de titel 'Vlaggenschip van DesRon 2' en vertrok het vanuit Kure terug naar Truk. De Jintsu werd onmiddellijk ingedeeld voor de operatie en het evacueren van de overgebleven Japanse troepen vanaf Guadalcanal, waar ze deze onderneming met succes dekte. In juli maakte de Jintsu verscheidene transporttochten, escorteerde strijdmachtbewegingen tussen Truk, Roi en Kwajalein.
Op 13 juli 1943 vocht de Jintsu in de Slag bij Kolombangara. Te 03:30 u vertrok het schip vanuit Rabaul als vlaggenschip van schout-bij-nacht Isaki, samen met de torpedojagers Yukikaze, Hamakaze, Yugure, Mikazuki, Kiyonami en de torpedotransportschepen Satsuki, Minazuki, Yunagi en Matsukaze met 1200 man troepen voor het versterken van de Japanse posities op het eiland Kolombangara, in de Salomonseilanden. Spoedig na aankomst nam de radar van de Jintsu een geallieerde vloot waar, voor ze visueel contact hadden gemaakt.
De geallieerde vloot was samengesteld uit de kruisers USS Honolulu (CL-48), USS St. Louis (CL-49), HMNZS Leander en de torpedobootjagers USS Ralph Talbot (DD-390), USS Maury (DD-401), USS Gwin (DD-433), USS Woodworth (DD-460) en de USS Buchanan (DD-484), USS Radford (DD-446), USS Jenkins (DD-447), USS Nicolas (DD-449), USS O'Bannon (DD-450) en de USS Taylor (DD-468).

### Het einde

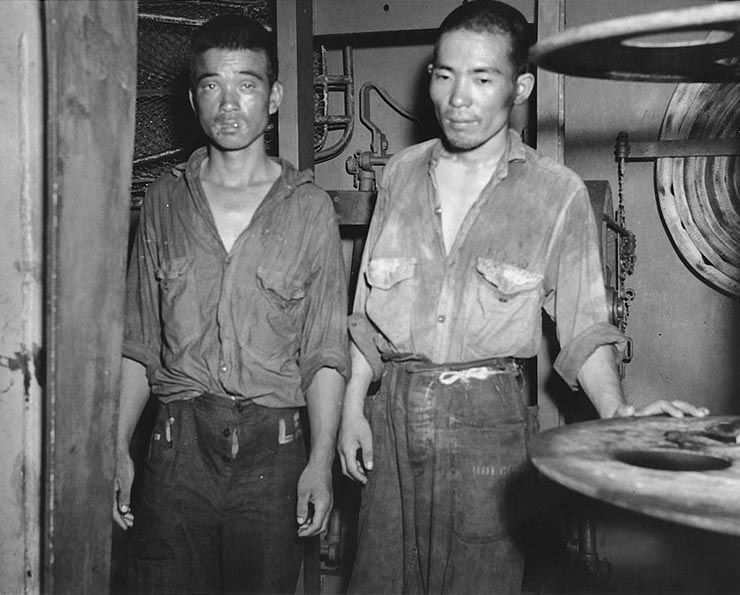
Twee overlevenden van de Jintsu aan boord van de USS Nicolas, gekleed in oude werkkleding van de Amerikaanse marine

Schout-bij-nacht Isaki gaf bevel tot een nachtelijke torpedoaanval en de Jintsu lanceerde 31 Type 93 Long Lance-torpedo's, toen het schip in de vele zoeklichten van de geallieerde vloot gevangen werd. Deze zoeklichten werden fataal voor het Japanse schip. Ze werd meteen volop beschoten, zonder pauze. De Jintsu werd getroffen door minstens tien 6-inch granaten van de geallieerde kruisers, waardoor ze in brand vloog. Het aanhoudende spervuur doodde beide bevelhebbers, schout-bij-nacht Isaki en kapitein-ter-zee Sato. Kort daarop sloeg een torpedo een fatale treffer in de achterstuurboordzijde van de achterschipmachinekamer.
Toen kapitein-ter-zee Zenjiro Shimai van de Yukikaze het bevel overnam van de Japanse vloot, deed hij een felle tegenaanval en bracht de USS Gwin (DD-433) tot zinken en beschadigde de USS St. Louis (CL-49) en HMNZS Leander.
Ondertussen brak de brandende Jintsu rond 23.48 u in twee stukken en zonk op positie 07°38' Z. en 157°06' O. naar de bodem van de zee.
Later werden 21 bemanningsleden van de Jintsu opgepikt door de Japanse onderzeeër I-180 en nog later werd nog een aantal Japanners gered door Amerikaanse schepen, maar 482 manschappen sneuvelden in deze strijd.
De lichte kruiser Jintsu werd verwijderd uit de Marinelijst op 10 september 1943.

## Kapiteins
- Yoshichika Fukushima – Chef Uitrustingen – 8 december 1923 – 21 juli 1925
- Yoshichika Fukushima – 21 juli 1925 – 1 december 1925
- Toyonaka Yamauchi – 1 december 1925 – 1 november 1926
- Keiji Mizuki – 1 november 1926 – 1 december 1926
- Jugoro Arichi – 1 december 1926 – 15 november 1927
- Toraroku Akiyama – 15 november 1927 – 10 december 1928
- Shinichiro Machida – 10 december 1928 – 30 november 1929
- Hikozi Tooyama – 30 november 1929 – 1 december 1930
- Haruma Izawa – 1 december 1930 – 1 december 1931
- Yasutaro Iwashita – 1 december 1931 – 15 november 1932
- Masakichi Okuma – 15 november 1932 – 15 november 1933
- Kozo Suzuki – 15 november 1933 – 15 november 1934
- Kenzaburo Hara – 15 november 1934 – 11 november 1935
- Koso Abe – 11 november 1935 – 1 december 1936
- Hiroaki Abe – 1 december 1936 – 1 december 1937
- Raizo Tanaka – 1 december 1937 – 15 december 1938
- Sukeyuki Nanba – 15 december 1938 – 15 november 1939
- Shunji Izaki – 15 november 1939 – 5 december 1939
- Masatomi Kimura – 5 december 1939 – 15 oktober 1940
- Torazo Kozai – 15 oktober 1940 – 26 december 1942
- Toshio Fujita – 26 december 1942 – 12 maart 1943
- RADM Torajiro Sato – 12 maart 1943 – 13 juli 1943 (gesneuveld bij de ondergang van de Jintsu)